# Cava (bebida)

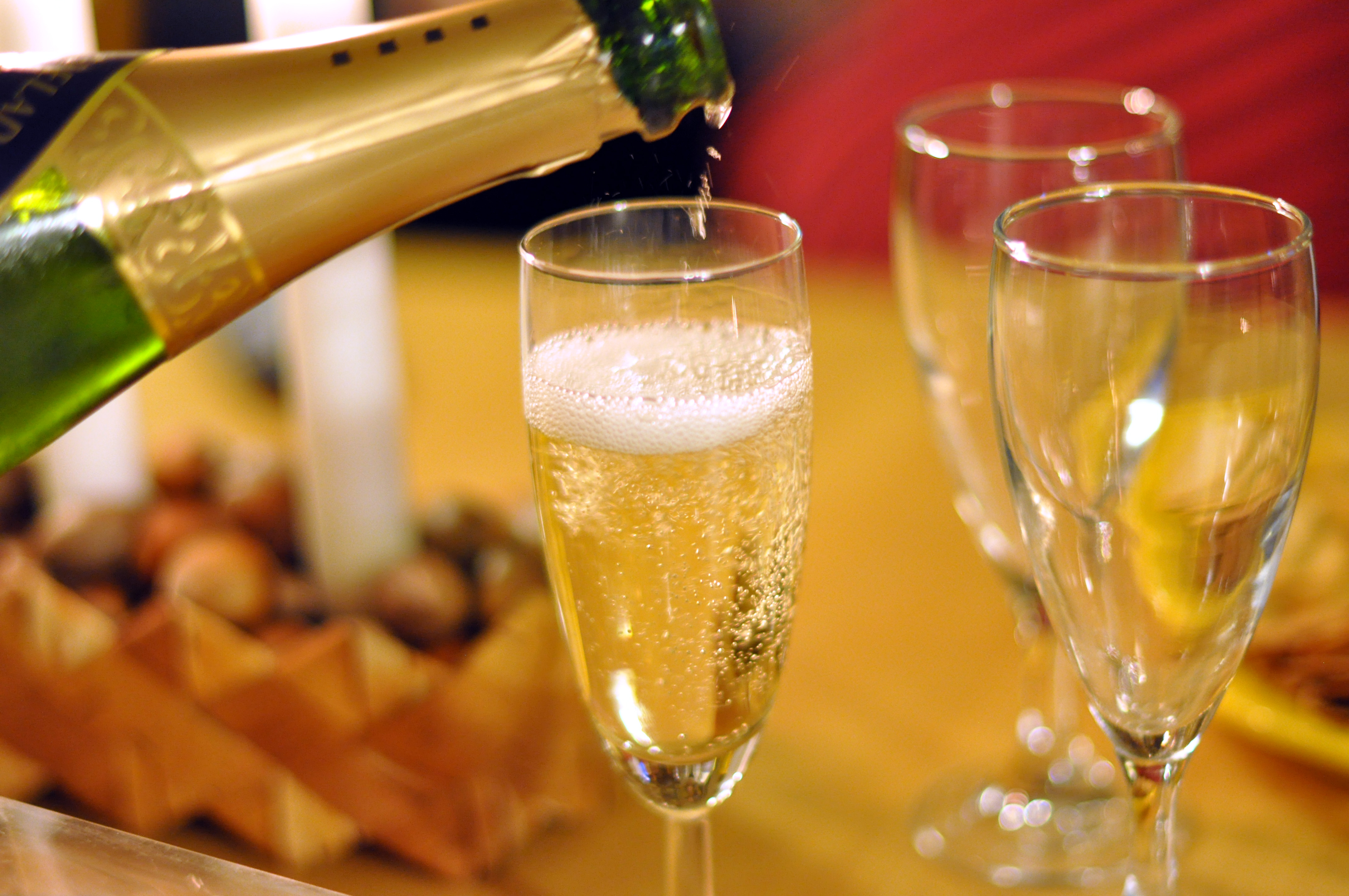
Cava catalão

Cava é um tipo de vinho espumante produzido segundo o método tradicional na Catalunha. Legalmente a União Europeia reconhece-o como um VEQPRD (Vinho Espumante de Qualidade Produzido em Região Determinada), e a atividade do sector está regulada pelo Conselho Regulador da Denominação de Origem Cava.

## História
O champanhe francês introduziu-se na Catalunha com a ocupação do exército francês em 1823 até 1827. Luis Justo y Villanueva, do Instituto Agrícola Catalão de Santo Isidro foi o impulsionador da elaboração de um vinho espumoso autóctono com o método champanhês (méthode champenoise) mas a partir das variedades brancas autóctonas do Penedés. A partir de uma reunião agrícola no ano de 1862, demarcou-se o repto de elaborar um espumante local de qualidade que se pudesse apresentar nas exposições internacionais. Na Exposição Universal de Paris de 1867 apresentaram-se os primeiros espumantes catalães. A empresa de Réus Soberano & Cia de Domènec Soberano i Maestras e Francesc Gil i Borràs foi a primeira a comercializar o que então se denominava champanhe de Réus. Na reunião do Instituto Santo Isidro de 1872 participou Josep Raventós i Fatjó, da Adega de Codorníu, que acabaria sendo decisivo na expansão do cava.
Em 1887 chegou a praga da filoxera ao Penedés arruinando os cultivos de vinha. Isto trouxe uma renovação das variedades utilizadas, com a introdução de vinhas de qualidade. Devido à mudança do mercado, com uma forte concorrência internacional, as grandes empresas aproveitaram a oportunidade para elaborar produtos novos como o cava.
O 1972, depois do conflito com a França pela denominação protegida champagne, constituiu-se o Conselho Regulador dos Vinhos Espumantes que lançou a marca Cava recolhendo o nome comum já utilizado desde 1959.

## Método Tradicional
O método tradicional de elaboração do cava é o mesmo método champanhês (méthode champenoise) adaptado às variedades autóctonas da região do Penedès.

### Variedades de uva
As variedades principais utilizadas na elaboração do cava são: o macabeu, a parellada e o xarel·lo. Cada uma contribui ao cava umas características que se complementam:
- o macabeu contribui com doçura e perfume,
- a parellada contribui com um fino frescor e aroma, e
- o xarel·lo contribui com corpo e estrutura.

Variedades secundárias são o chardonnay e o subirat. Para os cavas rosés utilizam-se também as variedades negras grenache, monestrell, pinot noire e trepat.
A partir destas variedades de uva elabora-se o vinho base, que se utilizará para elaborar o vinho espumante numa segunda fermentação. O processo de vinificação é o normal.